# Nœud de chaise double sur son double
Le nœud de chaise double sur son double est un nœud de boucle, qui comporte deux boucles. C'est un des dérivés du nœud de chaise, de même que le nœud de calfat auquel il ressemble. Il est communément appelé chaise double.

## Origine
Comme le nœud de calfat, le nœud de chaise double servait à réaliser des chaises pour travailler sur la coque ou le gréement d'un navire, tirant de l'usage son nom, avant que ce dernier ne soit affecté au nœud de bouline, par analogie.

## Usage en spéléologie
Le nœud de chaise double est réalisé pour répartir la charge en "Y" entre deux amarrages, comme le nœud de lapin (aussi appelé nœud de Mickey). Le nœud de chaise double est plus facile à défaire que le nœud de lapin après une mise en charge. 
Après des tests réalisés en 2010, montrant que le nœud peut glisser si une seule boucle est mise en charge, on lui préfère le nœud de fusion, qui consiste à ajouter un demi-tour supplémentaire, à la manière du nœud de huit, lors de la réalisation. Il est en effet dangereux de mousquetonner la longe du spéléologue sur une seule boucle du nœud de chaise double.

## Réalisation
Le nœud de chaise double sur son double se réalise à mi-corde sur une portion doublée.
La méthode suivante a l'avantage de laisser peu de place à l'erreur.

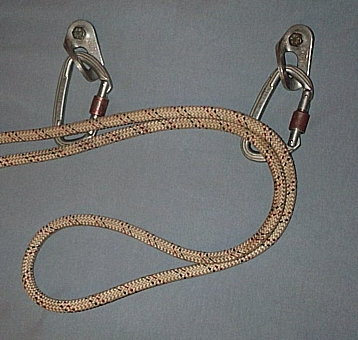
Mesurer, avec la corde doublée, deux fois l'espace entre les amarrages
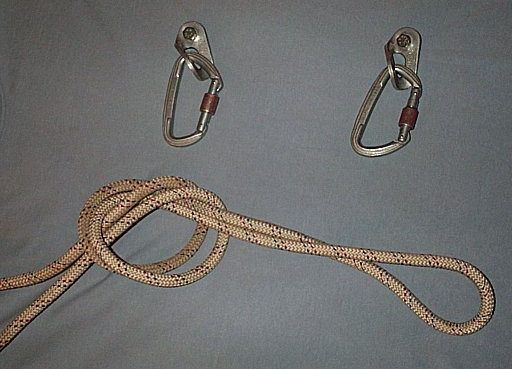
Réaliser un nœud de plein poing
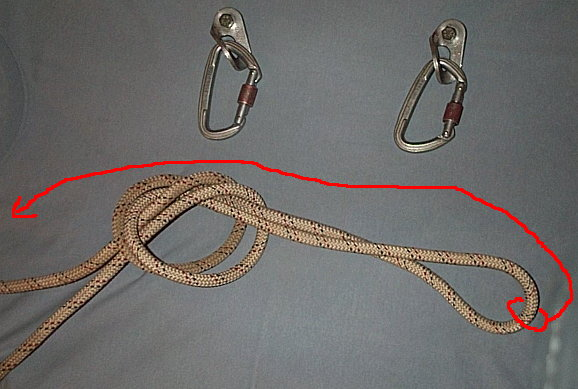
Avec la grande boucle ainsi réalisée, coiffer la corde doublée
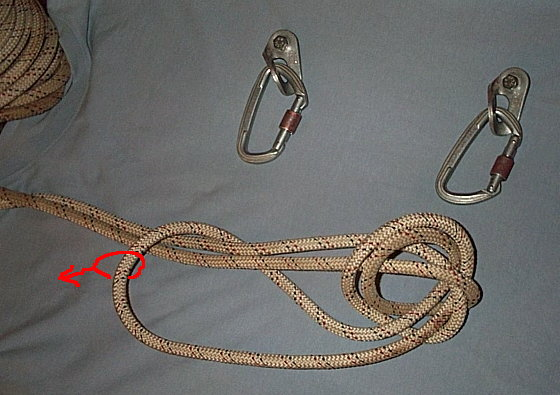
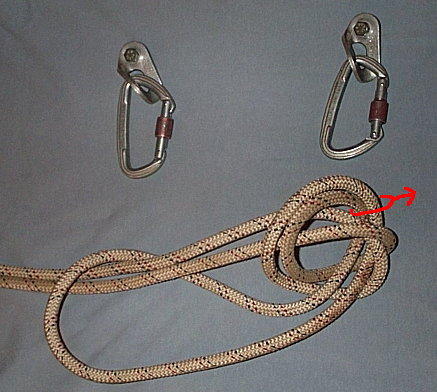
Réduire la grande boucle jusqu'à sa disparition, en tirant, à l'intérieur même du demi-nœud, sur la corde doublée
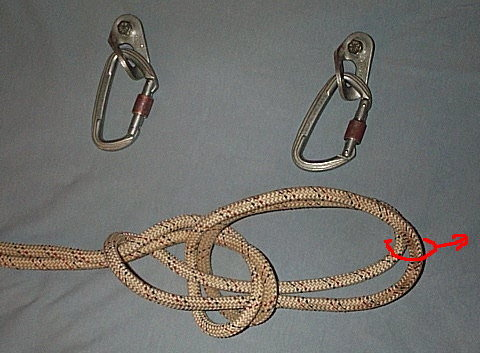
C'est avec ce qu'on a tiré qu'on obtient les deux boucles souhaitées.
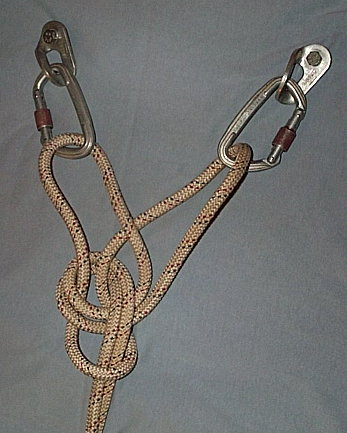
Serrer.